# 平鎮延平路日式宿舍
24°57′07″N 121°13′14″E / 24.952009°N 121.220450°E
平鎮延平路日式宿舍，位於臺灣桃園市平鎮區，1930年代帝國製糖建，列桃園市歷史建築，以「延平路食農故事館」之名作文資活化。

## 建物

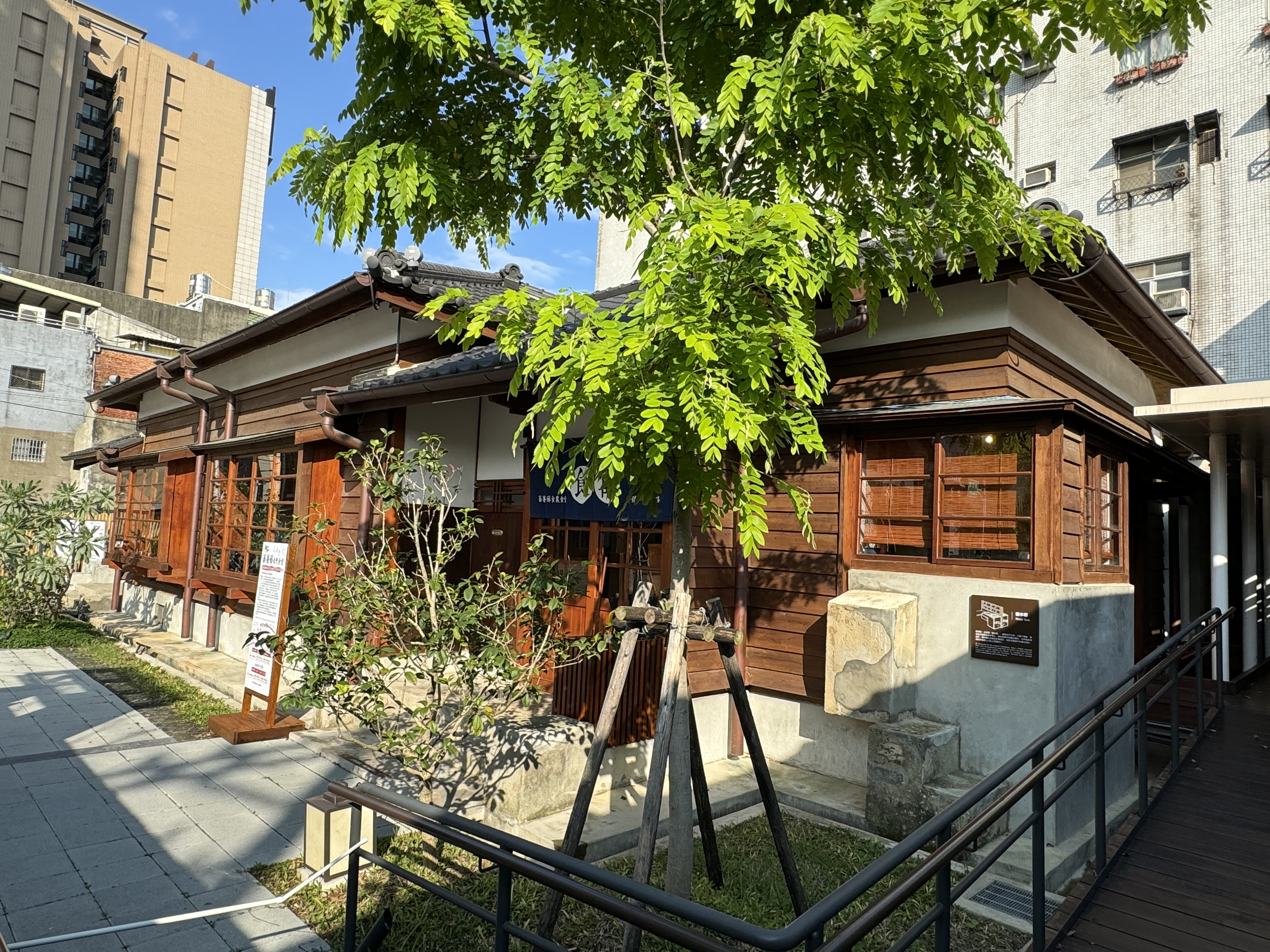
建物左側

依文化部文化資產局調查，平鎮延平路日式宿舍屬官舍等級乙種，格局雙拼，寄棟造的三摺三坡面屋頂鋪以黑燻瓦及中脊設鬼瓦與屋脊瓦，牆面裝木製日式門窗與雨淋板，台基處為磚造基腳，外圍竹製欄間。

## 歷史

### 早年

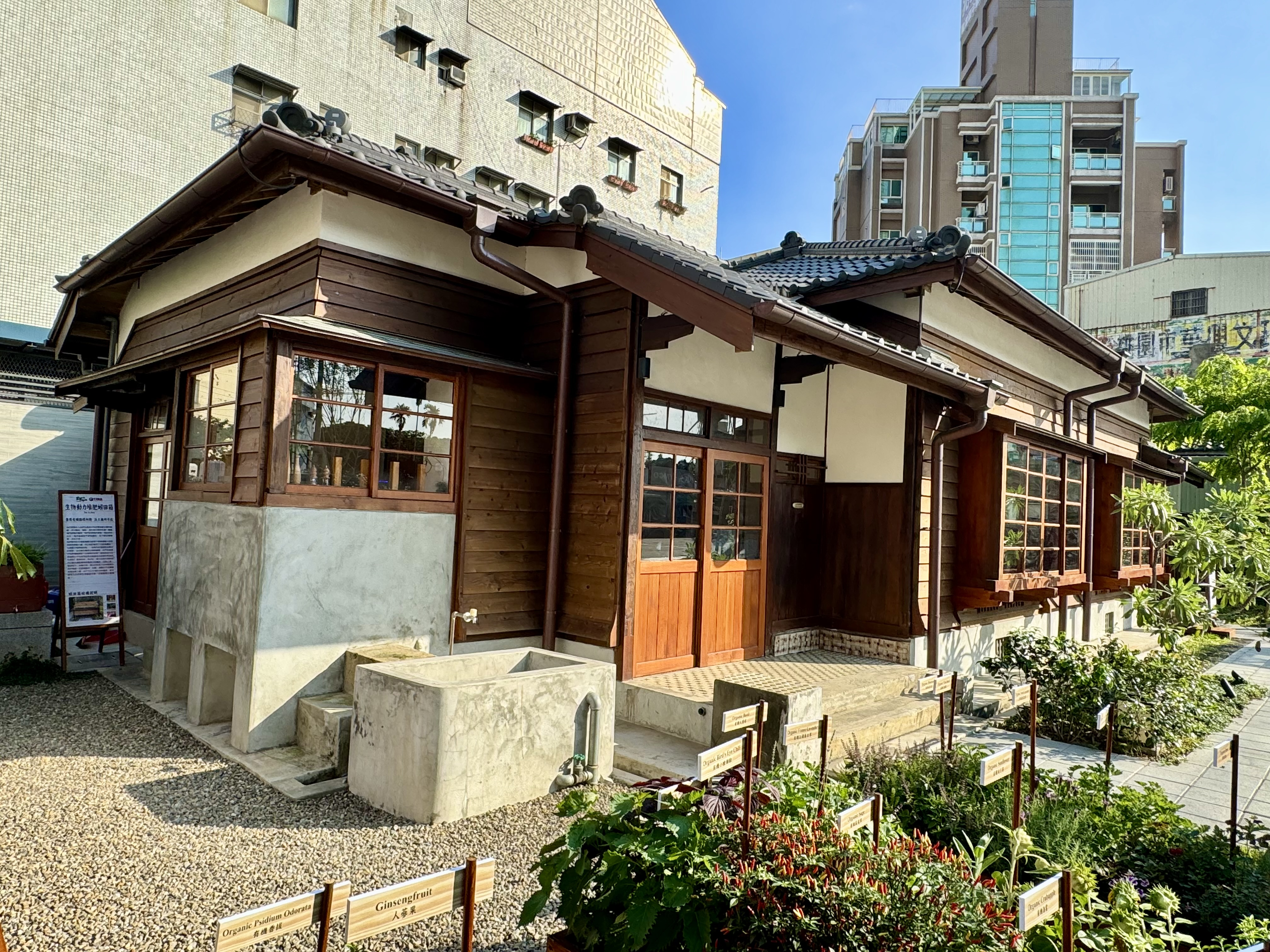
建物右側

平鎮延平路日式宿舍所在的延平路一段39號及45號土地，早期為當地神明會「國王會」所有，於大正時期被松岡富雄購入，作為替帝國製糖培育甘蔗苗的印尼爪哇島工程師的宿舍，推估於1930年代開闢延平路時建立。該處離中壢警察局日式宿舍群僅200多公尺。昭和時期，平鎮延平路日式宿舍轉手予中壢郡役所郡守佐藤茂，同年再予警務局衛生課囑託松下幸八居住，後轉由新竹州中壢農村國民學校。
二次世界大戰後，臺灣日產處理委員會分別配發予中壢農村國民學校教師陳逢城與新竹縣警察局兵役科鄭明生居住。

### 活化

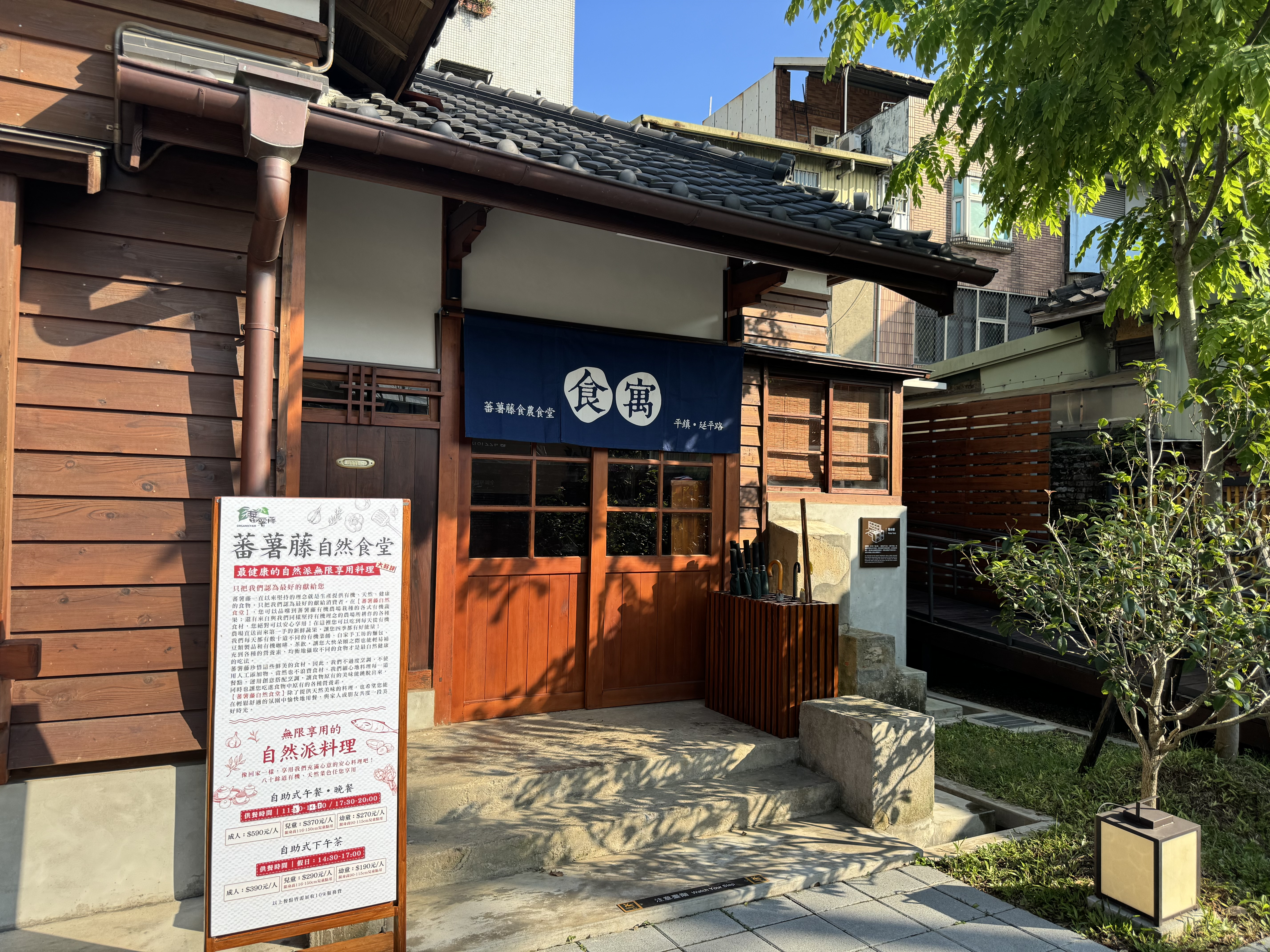
入門

平鎮延平路日式宿舍的隔間於2005年、2015年分別收回國有後，至2018年10月9日登記為歷史建築。
2022年9月20日，桃園市長鄭文燦視察時表示，修復後因應平鎮早期主為農業、及宿舍曾為農村國民學校教員宿舍的背景，以食農教育為主題。政府從設計到整修耗資新台幣2700多萬元。為宣傳活化經營，文化局以出
「延平路日式宿舍」、「延平39故事館」、「延平路食農故事館」、「北安庄故事館」作為票選。2024年4月18日以「延平路食農故事館」之名開幕時，市長張善政、文化局長邱正生、立委呂玉玲、蕃薯藤公司董事長黃振龍等人參與。